# Guji-myeon
Guji-myeon (koreanska: 구지면)  är en socken i landskommunen Dalseong-gun i provinsen Daegu, i den centrala delen av Sydkorea, 250 km sydost om huvudstaden Seoul.